# Гребёнкина, Анастасия Юрьевна
Анастаси́я Ю́рьевна Гребёнкина (род. 18 января 1979 года, Москва) — фигуристка, выступавшая в танцах на льду. В разное время представляла Россию и Армению, а также непродолжительное время Латвию (сезон 1993—1994 годов, чемпионка Латвии).

## Карьера
Анастасия начала кататься на коньках в возрасте пяти лет. В танцах на льду с 12 лет. Мастер спорта международного класса с 1998 года. Занималась под руководством Натальи Дубовой, Светланы Алексеевой, Натальи Линичук.

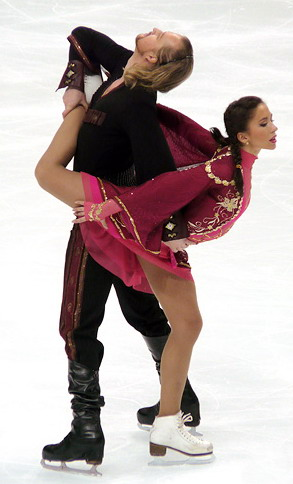

С 1996 по 1998 год Анастасия с Вазгеном Азрояном выступала за Россию. На чемпионате страны 1998 года заняли седьмое место. Вскоре дуэт распался, Анастасия стала выступать в паре с Виталием Новиковым, а Вазген встал в пару с американкой Тиффани Хайден и начал представлять Армению.
В 2003 году Анастасия и Вазген снова встали в пару, теперь они представляли Армению. В разное время тренировались под руководством Светланы Алексеевой, Ростислава Синицына, Кристофера Дина и Алексея Горшкова. Последним тренером пары был Александр Жулин. Они трёхкратные чемпионы Армении и первые армянские обладатели медали Гран-при по фигурному катанию (бронза NHK Trophy в 2005 году).
Они участники Олимпиады в Турине, на которой заняли 20-е место.
В 2006 году, Анастасия и Вазген, ещё будучи действующими фигуристами, принимали участие в телешоу «Танцы на льду» на канале Россия. Анастасия в паре с певцом Сергеем Лазаревым вошла в тройку финалистов этого телепроекта. ИСУ не одобрил участие действующих спортсменов в подобных шоу и выпустил письмо, в котором под угрозой отлучения от международных соревнований, рекомендовал им не принимать участия в телевизионных шоу, где есть элементы судейства.
В 2007 году, Анастасия снялась в фильме «Звезда Империи» в роли императрицы Марии Фёдоровны, жены Александра III.
На чемпионате Европы 2008 года Анастасия упала во время исполнения обязательного танца. Дуэт закончил выступление после минутной паузы, но затем отказался от продолжения борьбы. После этого пара решила завершить любительскую спортивную карьеру.
В 2008 году Анастасия приняла участие в телешоу канала РТР «Звёздный лёд». В конце 2009 года в продажу поступила авторская коллекция коньков, разработанная Анастасией. В 2014 году приняла участие в Шоу «Дуэль» на канале «Россия 2». В паре с Эдгардом Запашным заняла 3 место по итогам шоу.

## Личная жизнь
В сентябре 2009 года Анастасия вышла замуж за Юрия Гончарова, который занимается IT технологиями.
В июне 2010 года у них родился сын Иван.

## Спортивные достижения
(с Азрояном за Армению)
| Соревнования                         | 2002—2003 | 2003—2004 | 2004—2005 | 2005—2006 | 2006—2007 | 2007—2008 |
| ------------------------------------ | --------- | --------- | --------- | --------- | --------- | --------- |
| Зимние Олимпийские игры              |           |           |           | 20        |           |           |
| Чемпионаты мира                      | 24        | 19        | 17        |           | 22        |           |
| Чемпионаты Европы                    |           | 13        | 11        | 14        | 14        | WD        |
| Чемпионаты Армении                   | 1         | 1         | 1         |           |           |           |
| Этапы Гран-при: Cup of China         |           |           | 8         |           | 6         |           |
| Этапы Гран-при: Trophée Eric Bompard |           | 9         |           | 9         | 9         | 6         |
| Этапы Гран-при: Cup of Russia        |           |           |           |           |           | 6         |
| Этапы Гран-при: NHK Trophy           |           |           |           | 3         |           |           |
| Турниры «Nebelhorn Trophy»           | WD        |           |           |           |           |           |
| Мемориал Ондрея Непелы               |           |           |           |           |           | 3         |
| Турниры «Skate Israel»               |           |           |           | 3         |           |           |
| Мемориал Карла Шефера                |           | 1         |           | 6         |           |           |

WD = снялись с соревнований
(с Новиковым за Россию)
| Соревнования                    | 1999—2000 | 2000—2001 |
| ------------------------------- | --------- | --------- |
| Чемпионаты России               |           | 8         |
| Этапы Гран-при: Skate America   |           | 9         |
| Турниры «Nebelhorn Trophy»      |           | 6         |
| Турниры «Skate Israel»          | 7         |           |
| Турниры «Золотой конёк Загреба» | 4         |           |

(с Азрояном за Россию)
| Соревнования                    | 1996—1997 | 1997—1998 |
| ------------------------------- | --------- | --------- |
| Чемпионаты России               | 4         | 7         |
| Турниры «Skate Israel»          |           | 4         |
| Турниры «Золотой конёк Загреба» | 3         | 2         |